# 294595 Shingareva
294595 Shingareva è un asteroide della fascia principale. Scoperto nel 2008, presenta un'orbita caratterizzata da un semiasse maggiore pari a 3,1596034 au e da un'eccentricità di 0,0934294, inclinata di 9,01575° rispetto all'eclittica.
L'asteroide è dedicato alla gografa e astronoma russa Kira Borisovna Šingareva.